# Пилипчук Богдан Дмитрович
Богда́н Дми́трович Пилипчу́к («Бодай», «Гриць», «Свист», «Сурмач»; 27 березня 1924, с. Лагодів Перемишлянського р-ну Львівської обл. — 9 вересня 1950, с. Бовшів Рогатинського р-ну Івано-Франківської обл.) — лицар Бронзового хреста бойової заслуги УПА та Срібного хреста бойової заслуги УПА 1 класу.

## Життєпис
Освіта — 6 класів народної школи. Член товариства «Сокіл». Працював завідувачем складу в смт. Глиняни Золочівського р-ну. Член ОУН із 1944 р. Закінчив старшинську школу УПА «Олені» (1944). Керівник Перемишлянського районного проводу ОУН (1948—1950). Старший вістун (?), хорунжий (30.06.1950) УПА.

## Нагороди
- Згідно з Наказом військового штабу воєнної округи 2 «Буг» ч. 2/49 від 30.11.1949 р. старший вістун УПА, член Перемишлянського районного проводу ОУН Богдан Пилипчук — «Свист» нагороджений Бронзовим хрестом бойової заслуги УПА.
- Згідно з Наказом Головного військового штабу УПА ч. 2/50 від 50.07.1950 р. старший вістун УПА, член Перемишлянського районного проводу ОУН Богдан Пилипчук — «Бодай» нагороджений Срібним хрестом бойової заслуги УПА 1 класу.

## Вшанування пам'яті
- 22.04.2018 р. від імені Координаційної ради з вшанування пам'яті нагороджених Лицарів ОУН і УПА у с. Подусільна Перемишлянського р-ну Львівської обл. Срібний хрест бойової заслуги УПА 1 класу (№ 024) та Бронзовий хрест бойової заслуги УПА (№ 059) передані Андрію Тивонюку, сину племінника Богдана Пилипчука — «Бодая»-«Свиста».